# 真尾悦子
真尾 悦子（ましお えつこ、1919年（大正8年）- 2013年（平成25年）は、日本の文筆家。

## 来歴
東京市に生まれる。1939年（昭和14年）に「作品倶楽部」に短編を投稿する。
1946年（昭和21年）に結婚し、1948年（昭和23年）に茨城県、さらに福島県平市（現・いわき市）に転居した。夫の真尾倍弘（まさひろ）は詩人で、悦子とともに雑誌『月刊いわき』を刊行した。
1959年に刊行した『たった2人の工場から』は、1961年にNHK総合テレビの「テレビ指定席」においてドラマ化された。
1962年（昭和37年）、自宅の藁屋根が消防条例に違反として取り壊しを宣告され　東京に戻る。1976年（昭和51年）、小説「海鳴り」でいわき地域の総合雑誌「6号線」が設けた「三猿文庫賞」を受賞する。
1994年には、神奈川近代文学館に、井伏鱒二などの原稿、太宰治らの書簡を寄贈した。
2000年（平成12年）、北海道札幌市に転居し、2013年に同地で死去した。

## 著書
- 『たった2人の工場から』未来社、1959年
- 『旧城跡三十二番地』未来社、1962年
- 『土と女―出稼ぎ未亡人とその周辺―』筑摩書房、1976年
- 『地底の青春―女あと山の記―』筑摩書房、1979年
- 『まぼろしの花』冬樹社、1980年（随筆集）
- 『いくさ世を生きてー沖縄戦の女たち』筑摩書房、1981年
- 『すずはもうならない』金の星社、1983年
  - 1992年に『お母さんはアダン林で眠っている』として改題加筆
- 『海恋いー海難漁民と女たち―』筑摩書房、1984年
- 『沖縄祝い唄』筑摩書房、1985年
- 『オレンジいろのふね』金の星社、1985年
- 『光の丘療護園　千人の父』新潮社、1986年
- 『サイクル野郎2500キロー北海道ひとり旅―』筑摩書房、1988年
- 『きままの虫』影書房、1991年（随筆集）
- 『阿佐ヶ谷貧乏物語』筑摩書房、1994年